# Поз, Логан
Ло́ган А́ллен Поз (англ. Logan Allen Pause; род. 22 августа 1981, Хилсборо) — американский футболист, игравший в роли опорного полузащитника, тренер. Провёл всю свою 12-летнюю профессиональную карьеру, выступая за клуб MLS «Чикаго Файр». Включён в Зал футбольной славы Северной Каролины (2016).

## Карьера

### Юниорская
По окончании школы в Дареме (Северная Каролина), где Логан был капитаном местной команды и признавался игроком округа, района и конференции года, он играл в футбол за команду Университета Северной Каролины в Чапел-Хилле «Тар Хилс», где был капитаном попеременно с Мэттом Крофордом. Сначала выступал на позиции полузащитника, затем стал центральным защитником, при этом часто подключался по центру к атакам. В 2001 году выиграл с командой Кубок среди колледжей и вошёл во вторую символическую сборную Конференции Атлантического побережья, а в следующем сезоне вошёл в первую сборную.

### В клубах
В 2002 году по окончании студенческого сезона кратковременно выступал в Кубке США и Четвёртом дивизионе USL за только что созданный «Роли КАСЛ Элит».
В 2003 году был выбран на Супердрафте MLS под общим 24-м номером клубом «Чикаго Файр». В первом же сезоне он с клубом выиграл регулярный чемпионат и дошёл до финала плей-офф, а также победил в Кубке США. В следующем сезоне дошёл до финала Кубка, сыграв все матчи своей команды, и до полуфинала Кубка чемпионов КОНКАКАФ, также проведя все матчи.
В сезоне 2005 был переведён из центра полузащиты на правый фланг обороны. Из-за травмы пропустил игры плей-офф сезона 2006, в котором выступал на обоих флангах обороны и на правом фланге полузащиты. В первом матче сезона 2007 года против «Нью-Инглэнд Революшн» забил свой первый гол в MLS, ставший единственным в том матче. С сезона 2008 года играл в центре защиты, являлся капитаном клуба, как один из его старейших игроков.
12 августа 2012 года Логан принял участие в 250-м матче регулярного сезона за «Чикаго Файр». Он стал лишь пятым игроком лиги MLS сыгравшим 250 и более матчей за один и тот же клуб.
В конце сезона MLS 2014 Логан Поз завершил карьеру футболиста. Логан провёл всю свою профессиональную 12-летнюю карьеру выступая за «Чикаго Файр».

### В сборных
Привлекался в юношеские сборные (до 16 и 18 лет). В 2004 году принимал участие в квалификационном турнире к летним Олимпийским играм, который для США оказался неудачным. 25 июня 2009 года он был впервые включён в состав первой сборной США на Золотой кубок КОНКАКАФ. Дебютировал на международном уровне в первом матче этого турнира против Гренады, в котором провёл на поле все 90 минут и отметился голевой передачей Робби Роджерсу. Проведя 5 из 6 игр своей сборной, выиграл «серебро».

## Постспортивная деятельность
3 ноября 2014 года Поз был назначен вице-президентом «Чикаго Файр». Во второй половине 2015 года вошёл в тренерский штаб клуба в качестве ассистента главного тренера. 6 мая 2016 года занял пост главного тренера фарм-клуба «Чикаго Файр» в PDL.
11 января 2017 года Поз был назначен главным тренером клуба USL «Ориндж Каунти». 27 ноября 2017 года Поз покинул «Ориндж Каунти» по взаимному согласию сторон.

## Личная жизнь
Мать — Кэтрин, отец — Майкл. Увлекается велогонками и кулинарией. С 5 декабря 2009 года женат на Ванише Чатлани (Vaneesha Chatlani). Дочь, Исла Грэйс, родилась 31 января 2012 года.

## Достижения
Командные
Сборная США
- Золотой кубок КОНКАКАФ:
  - Серебряный призёр: 2009

«Чикаго Файр»
- Североамериканская суперлига:
  - Финалист: 2009
- Кубок MLS:
  - Финалист: 2003
- Открытый кубок США:
  - Победитель: 2003, 2006
  - Финалист: 2004

Личные
- Самый ценный игрок года клуба «Чикаго Файр»: 2010
- Приз года «Фэйр-плей» лиги MLS: 2012